# Yawanawá
Los yawanawá (gente del pecarí barbiblanco) son un pueblo nativo de la Amazonia que habita en la Tierra Indígena del Río Gregorio, municipio de Tarauacá, al occidente del estado de Acre, en Brasil, así como en áreas aledañas de Perú y Bolivia. Su lengua pertenece a la familia pano.

## Economía
Practican la caza, pesca y la agricultura de subsistência. Cultivan principalmente maíz, yuca, arroz y banano y además batata, papaya, piña y caña de azúcar. También se dedican a actividades comerciales, entre las que se destaca la producción de achiote, que exportan para la fabricación de cosméticos. Producen además aceites nativos, como el de caoba del Brasil y muebles de madera.

## Estructura social
Su sistema de parentesco dravidiano promueve matrimonio con primos cruzados, hijos de la hermana del padre o del hermano de la madre. Ainda hoje la pareja sigue la regla de uxorilocalidad.
Las fiestas tienen una especial importancia en la construcción de las relaciones sóciopolíticas que los Yawanawa mantienen con outras etnias y entre ellos mismos. Cuando las fiestas reúnen varios grupos se disuelve la oposición entre ellos enfatizándose aquella entre hombres y mujeres y promoviendo las alianzas a través de uniones matrimoniales. Saiti (sai significa gritar) designa genericamente la fiesta. Mariri, que no es uma palabra propriamente Yawanawa, se utiliza con el mismo significado que le dan los demás grupos de la región. El festival Mariri yawanawá fue creado en 2000 para rescatar y preservar la cultura y las costumbres ancestrais Yawanawá y se celebra anualmente en la aldeia Mutum, durante 5 días, en un período de luna llena. Sorprende el canto de las mujeres.
Aunque actualmente el aspecto más destacable del chamanismo yawanawá sea la curación, en el pasados sus funciones estaban más diversificadas y alcanzaban otros aspectos de la cultura como la guerra y la cacería. Los principales rituales tradicionales de los Yawanawá son el Uni (Ayahuasca) y el Rume (Rapé), que incluyen ceremonias espirituales de purificación, reenergización y curación.

## ASCYAWANAWA
En 2003 fundaron una cooperativa con el objetivo de comercializar sus productos, pero luego decidieron convertirla en una organización sociocultural de su pueblo, la Asociación Sociocultural Yawanawá ASCYAWANAWA. Su lucha por defender su territorio indígena y el bosque húmedo tropical amazónico ha ha tenido éxito frente a numerosas presiones contrapuestas sobre los recursos de tierras y bosques. Hasta 2005, las mujeres Yawanawá tenían prohibido asumir roles de liderazgo. Ahora pueden ser chamanes y también persiguen el empoderamiento, los derechos, el reconocimiento, el respeto y la igualdad de responsabilidades.